# پیاوتس
پیاوتس (به بلغاری: Piavets) یک منطقهٔ مسکونی در بلغارستان است که در شهرستان مومچیلگراد واقع شده‌است.